# Leonardo Bonilla
Leonardo Bonilla (San Salvador, 15 de mayo de 1980) es un político y abogado salvadoreño. En mayo de 2018 se convirtió en el primer Diputado No Partidario en la historia de El Salvador en ser electo mediante sufragio popular en las Elecciones legislativas y municipales de El Salvador de 2018.

## Educación y experiencia
Realizó sus estudios básicos y medios en el Instituto Técnico Industrial (ITI) donde se graduó de Bachillerato Técnico Industrial. Realizó sus estudios universitarios en la Universidad Francisco Gavidia donde se graduó en Licenciatura en Ciencias Jurídicas. Además, obtuvo una Especialización en Derecho Corporativo Derecho Mercantil, Laboral, Tributario y Amparos en la misma universidad. Años más tarde logró extender su preparación académica obteniendo un Diplomado en Derecho Mercantil, Bancario, Tributario y Firma Electrónica.
Leonardo Bonilla se desempeñó como Director de Proyectos de Capacitación para Alumnos en la Fundación de Ex Alumnos del Instituto Técnico Industrial (FUNDAITI), así como Gestor de Proyectos Educativos para el Consejo Nacional de Seguridad Pública (CNSCP). Años más tardes, Bonilla fungió como representante Legal en El Salvador de SARCO (Salvadoreños Residiendo en Colorado) donde fue de los principales promotores y gestores de la apertura del primer consulado para salvadoreños en Aurora, Colorado.